# Maxwell, o Gato Mágico

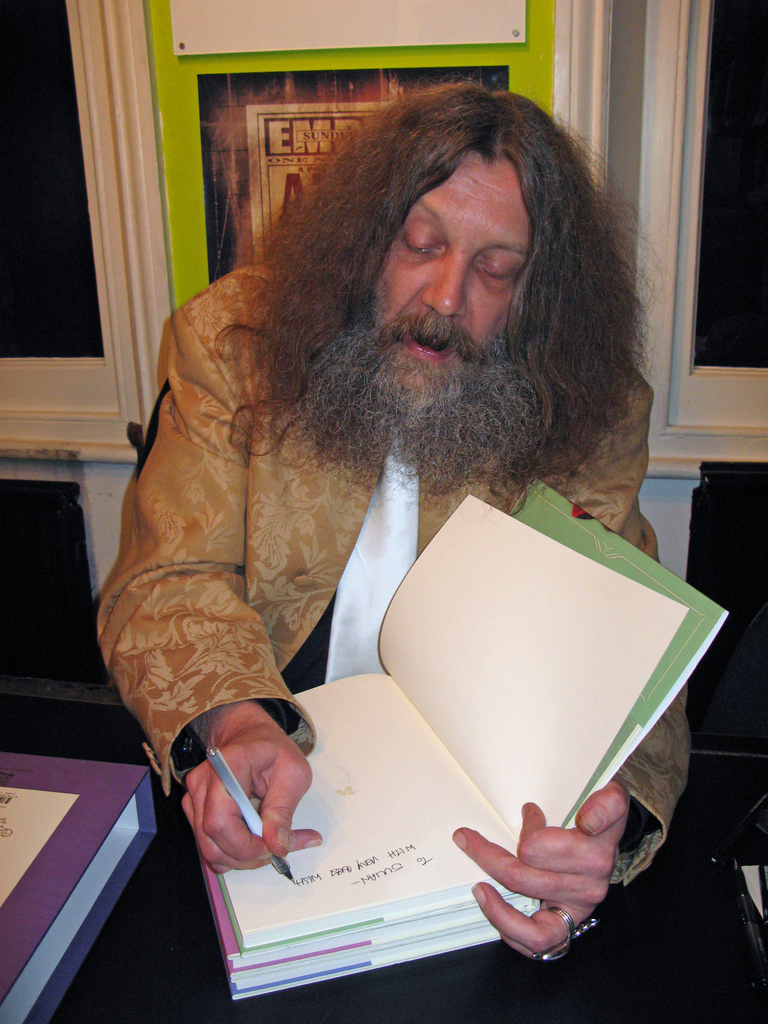
Alan Moore, autor e criador de Maxwell, o Gato Mágico.

Maxwell, o Gato Mágico (Maxwell the Magic Cat, no original em inglês) foi uma tira em quadrinhos britânica escrita e desenhada por Alan Moore, sob o pseudônimo de "Jill de Ray". Moore produziu a tira para o jornal Northants Post, de 1979 a 1986. Foi lançada no Brasil pela editora Pipoca & Nanquim em 2020.

## Contexto
Moore, originalmente, lançou uma tira voltada para adultos chamada Nutter's Ruin, que foi rejeitada pelo semanário, que aconselhou-o a produzir uma tira infantil. Embora Maxwell seja superficialmente destinada a crianças, Moore inseriu elementos surrealistas, referências adultas e comentários sociais/políticos na tira ao longo de sua execução. Na verdade, o pseudônimo "Jill de Ray" é um trocadilho com o assassino de crianças medieval Gilles de Rais, algo que Moore considerou uma "piada sarcástica" por si só.
O tema principal de Moore na tira de Maxwell é como o próprio senso de superioridade da humanidade é grosseiramente equivocado. A tira, em geral de cinco quadros, apresenta um gato falante sarcástico chamado Maxwell e seu companheiro humano Norman Nesbit. O gato Delroy, amigo de Maxwell, e o valentão humano Mangler Mullins (Mutila Mullins, na edição brasileira) também fazem aparições regulares, assim como vários outros gatos e ratos.
Influências na tira de Maxwell podem ser vistas em Peanuts (também conhecido como Minduim no Brasil) de Charles M. Schulz e em tiras infantis britânicas como Korky the Cat, Bully Beef e Dennis the Menace (Dennis, o Pimentinha no Brasil). Autores afirmam que a série em quadrinhos americana Animal Man, do escritor Grant Morrison, foi influenciada pelo trabalho de Moore em Maxwell.

## Publicação
Maxwell, o Gato Mágico foi publicado semanalmente no Northants Post, estreando em 25 de agosto de 1979. A tira começou na página infantil do jornal, mas eventualmente mudou para a seção de entretenimento. Moore declarou que ficaria feliz em continuar as aventuras de Maxwell quase indefinidamente, mas encerrou a tira em a 9 de outubro de 1986, depois que o Northants Post publicou um editorial negativo sobre o lugar dos homossexuais na comunidade britânica.
De junho de 1984 a junho de 1988, a tira também foi reimpressa na maioria das edições do fanzine de quadrinhos britânico Speakeasy. Entre 1986 e 1987, a Acme Press produziu uma coleção de quatro edições da tira de Moore. No mesmo ano, quatorze tiras de Maxwell foram reimpressas em Splat! #2, publicado pela Mad Dog Graphics.
Em dezembro de 2016, Moore retornou a Maxwell para escrever e desenhar mais uma história para a edição final do Northants Post. Em abril de 2020, a editora brasileira Pipoca & Nanquim produziu uma coleção traduzida de Maxwell em volume único, relançada em 2022. Ela traz um prefácio de Eddie Campbell, um posfácio de Alan Moore e uma galeria de ilustrações de Maxwell por artistas como Brian Bolland, David Lloyd e Kevin O'Neill.